# M100 (Mashreq)
De M100 is een primaire oost-westroute in het Internationaal wegennetwerk van de Arabische Mashreq, die door het zuiden van het Arabische Schiereiland loopt. De weg begint in Thumrayt en loopt daarna via Al Ghaydah, Al Mukalla, Aden en Ta'izz naar Mokka. Daarbij voert de weg door twee landen, namelijk Oman en Jemen.

## Nationale wegnummers
De M100 loopt over de volgende nationale wegnummers, van oost naar west:
| Nummer | Tracé                       |
| Oman   | Oman                        |
| ------ | --------------------------- |
| O45    | Thumrayt - kruising O45-O47 |
| O47    | kruising O45-O47 - Jemen    |
| Jemen  |                             |
| N4     | Oman - Aden                 |
| N1     | Aden - Ta'izz               |
| N3     | Ta'izz - Mokka              |

M5 · 
M7 · 
M9 · 
M10 · 
M15 · 
M20 · 
M25 · 
M30 · 
M35 · 
M40 · 
M45 · 
M47 · 
M50 · 
M51 · 
M55 · 
M60 · 
M65 · 
M67 · 
M70 · 
M75 · 
M80 · 
M90 · 
M100